# Цинцкаро
Цинцкаро (груз. წინწყარო) — грузинская лирическая народная песня из Кахетинского региона. Цинцкаро — название деревни в регионе Картли, которая переводится как «у родниковой воды». Песня обычно исполняется ансамблем с солистом.

## Текст песни

### Текст на грузинском языке
წინწყარო ჩამოვიარე,წინყარო..

წინ შემხვდა ქალი ლამაზი,

კოკა რომ ედგა მხარზედა.

სიტყვა უთხარ და იწყინა,

განრისხდა, დადგა განზედა!

### Латинская транскрипция
Tsintsqaro ch’amoviare tsintsqaro

Bicho da tsintsqaro ch’amoviare

Tsin shemkhvda k’ali lamazi, tsin shemkhvda

Bicho da koka rom edga mkharzeda

Sitqva ut’khar da itsqina, sitqva ut’khari

Bicho da ganriskhda gadga ganze da

Tsintsqaro ch’amoviare tsintsqaro

Bicho da tsintsqaro ch’amoviare

### Перевод на русский язык
Я шёл мимо родника

И встретил женщину красивую.

У неё кувшин на плече.

Слово сказал ей, и она обиделась,

Разозлилась и ушла в сторону.

## Использование в искусстве
Хотя эта песня незнакома большинству западных исполнителей, ее преследующая мелодия была использована деятелями искусств, которые включили эту песню в свои произведения. Например:
- фильм Вернера Херцога «Носферату — призрак ночи» 1979 года;
- песня Кейт Буш «Hello Earth» с альбома «Hounds of Love» 1985 года;
- песня Валерия Меладзе «Иностранец» с одноимённого сингла 2005 года.